# Avima matintaperera
Avima matintaperera is een hooiwagen uit de familie Agoristenidae.